# Akademie des Österreichischen Films

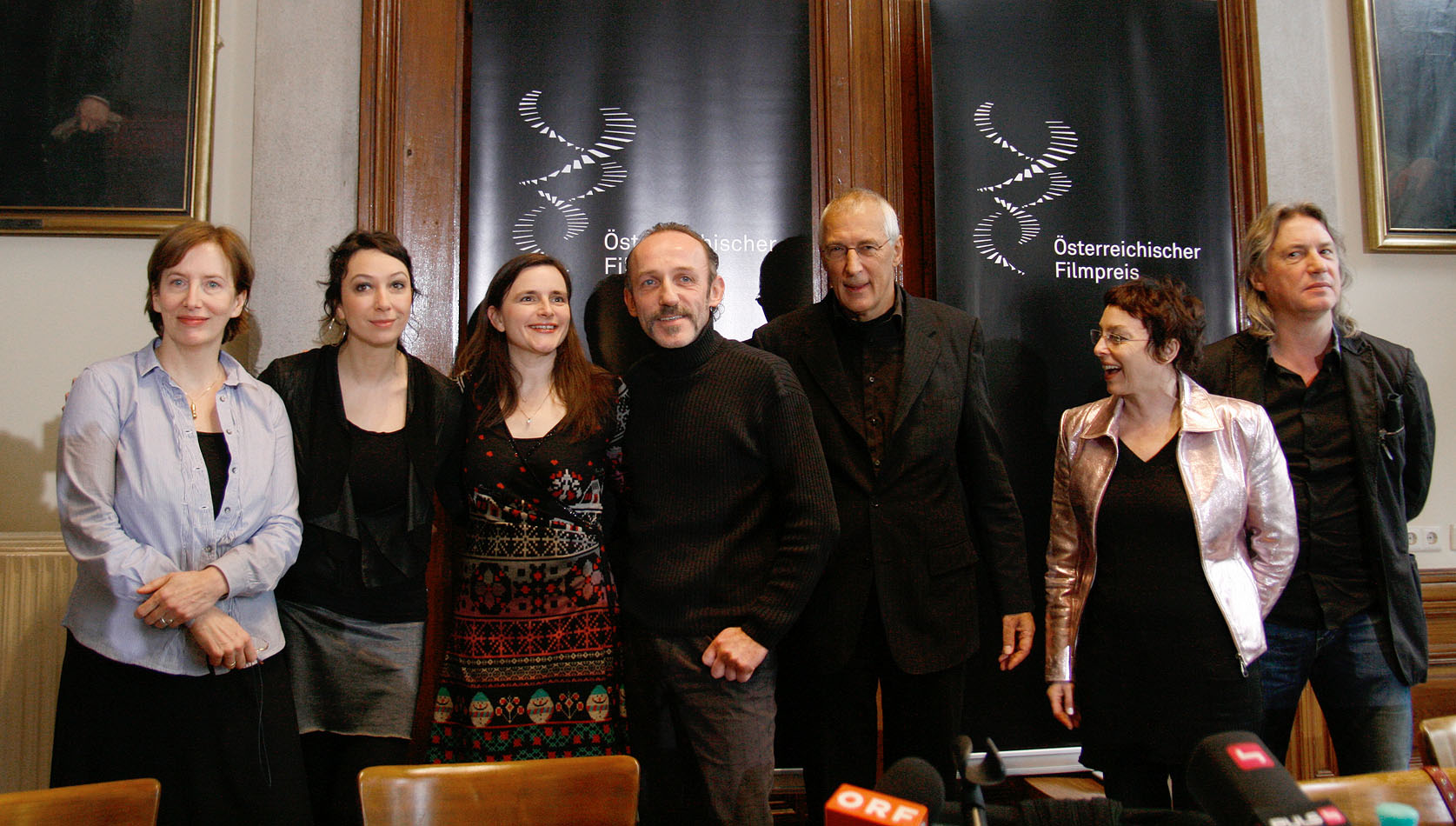
Mitglieder der Akademie (v. l. n. r.): Marlene Ropac, Ursula Strauss, Barbara Albert, Karl Markovics, Josef Aichholzer, Karina Ressler, Harald Sicheritz (2011)

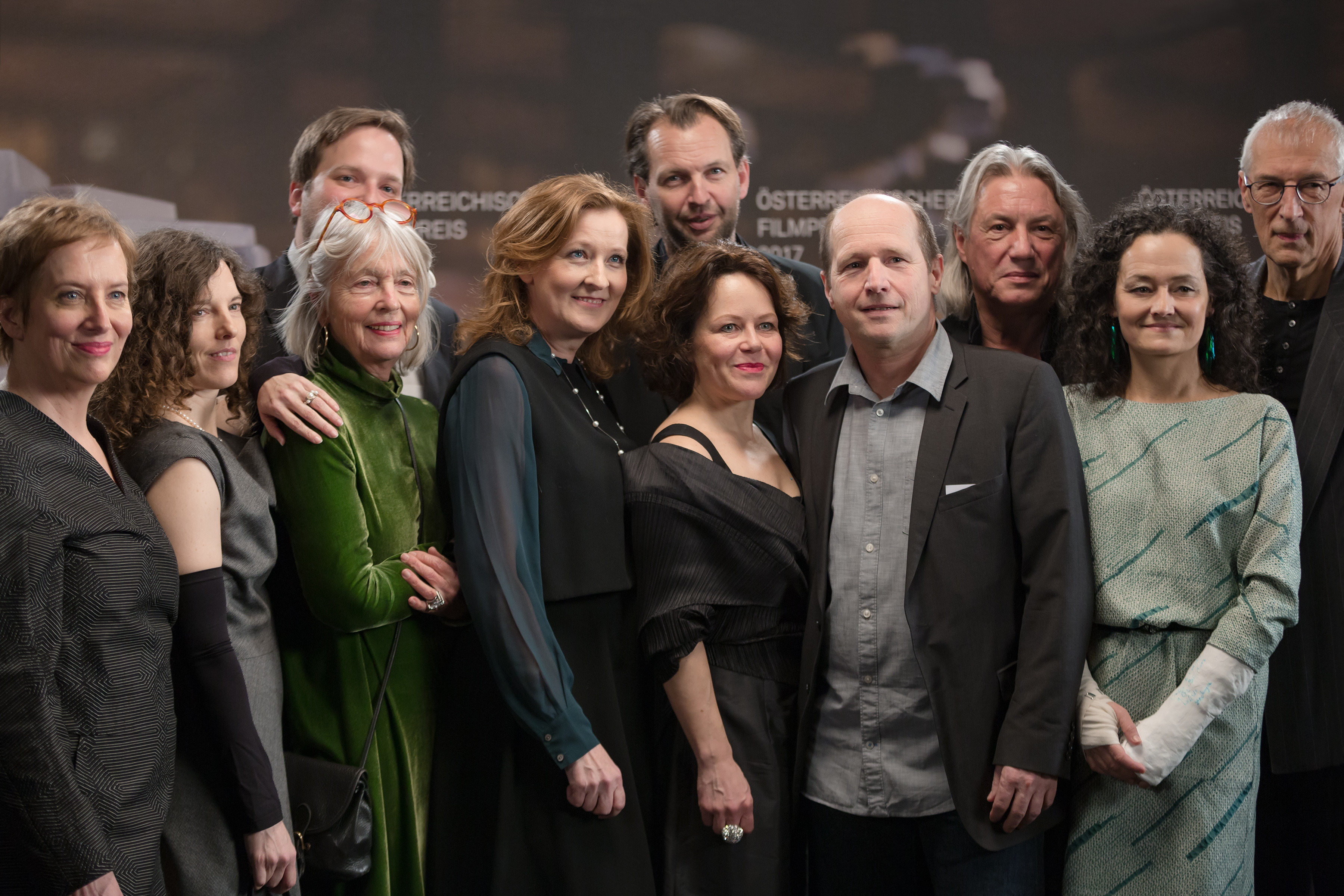
Mitglieder der Akademie und des Teams (v. l. n. r.): Marlene Ropac, Veronika Hlawatsch, Alexander Glehr, Birgit Hutter, Ursula Wolschlager, Martin Gschlacht, Eva Spreitzhofer, Gerhard Ertl, Harald Sicheritz, Barbara Lindner und Josef Aichholzer (2017)

Die Akademie des Österreichischen Films mit Sitz in Wien wurde am 11. März 2009 von österreichischen Filmschaffenden gegründet und besteht mittlerweile aus über 600 Persönlichkeiten des österreichischen Films. 

## Ziele
Als Ziele setzte sich die Akademie die Einrichtung eines Österreichischen Filmpreises sowie einer Plattform für Filmschaffende, die es ermöglicht, ihre Anliegen zu kommunizieren und umzusetzen und einen Austausch mit Filmschaffenden und Partnerinstitutionen im Ausland zu pflegen.
Der von der Akademie ins Leben gerufene Österreichische Filmpreis, dessen erste Vergabe am 29. Jänner 2011 erfolgte, wird seitdem jährlich verliehen und soll das Bewusstsein für den österreichischen Film in der Öffentlichkeit und den Zusammenhalt innerhalb der Filmbranche stärken.

## Zulassungsvoraussetzung
Mitglied werden kann jeder Filmschaffende, der an zwei programmfüllenden Spiel- oder Dokumentarfilmen – die in Österreich mit mindestens drei Spielfilm- oder einer Dokumentarfilm-Kinokopie gestartet wurden und die Voraussetzung für die Zuerkennung eines österreichischen Ursprungszeugnisses erfüllen – mitgewirkt und eine entsprechende Nennung in dem Vor- oder Abspann der jeweiligen Filme erhalten hat.

## Verein

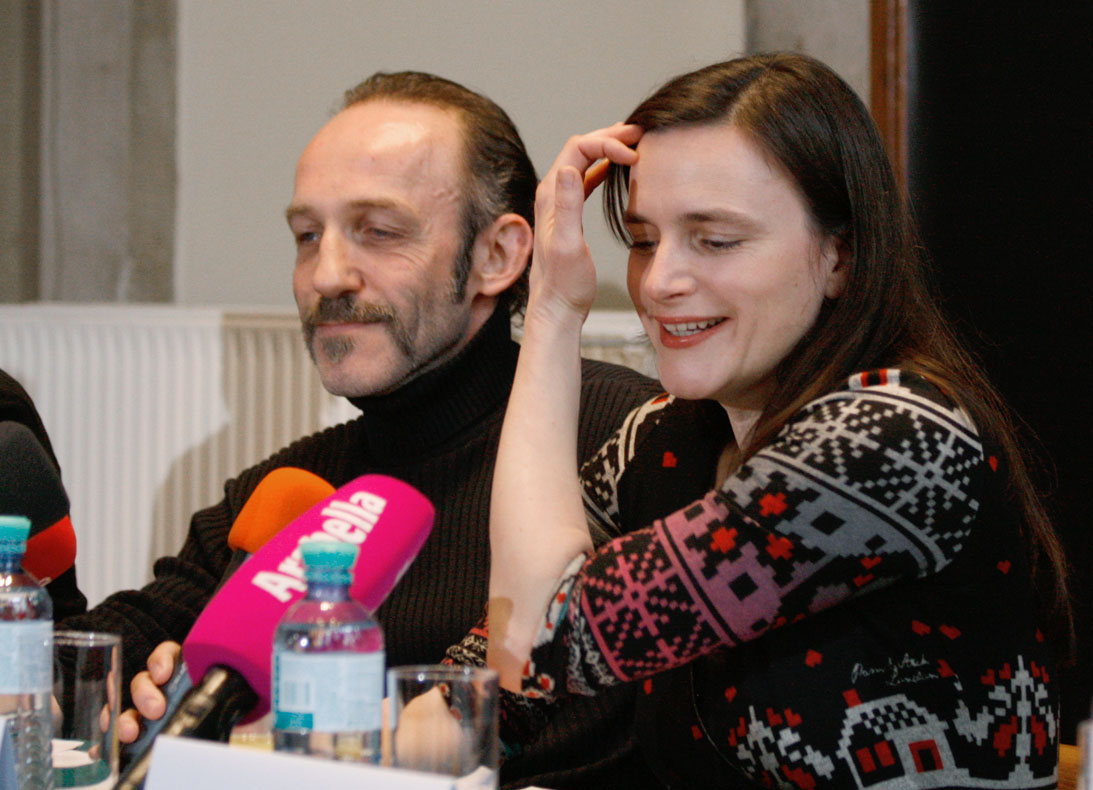
Barbara Albert und Karl Markovics (Österreichischer Filmpreis 2011)

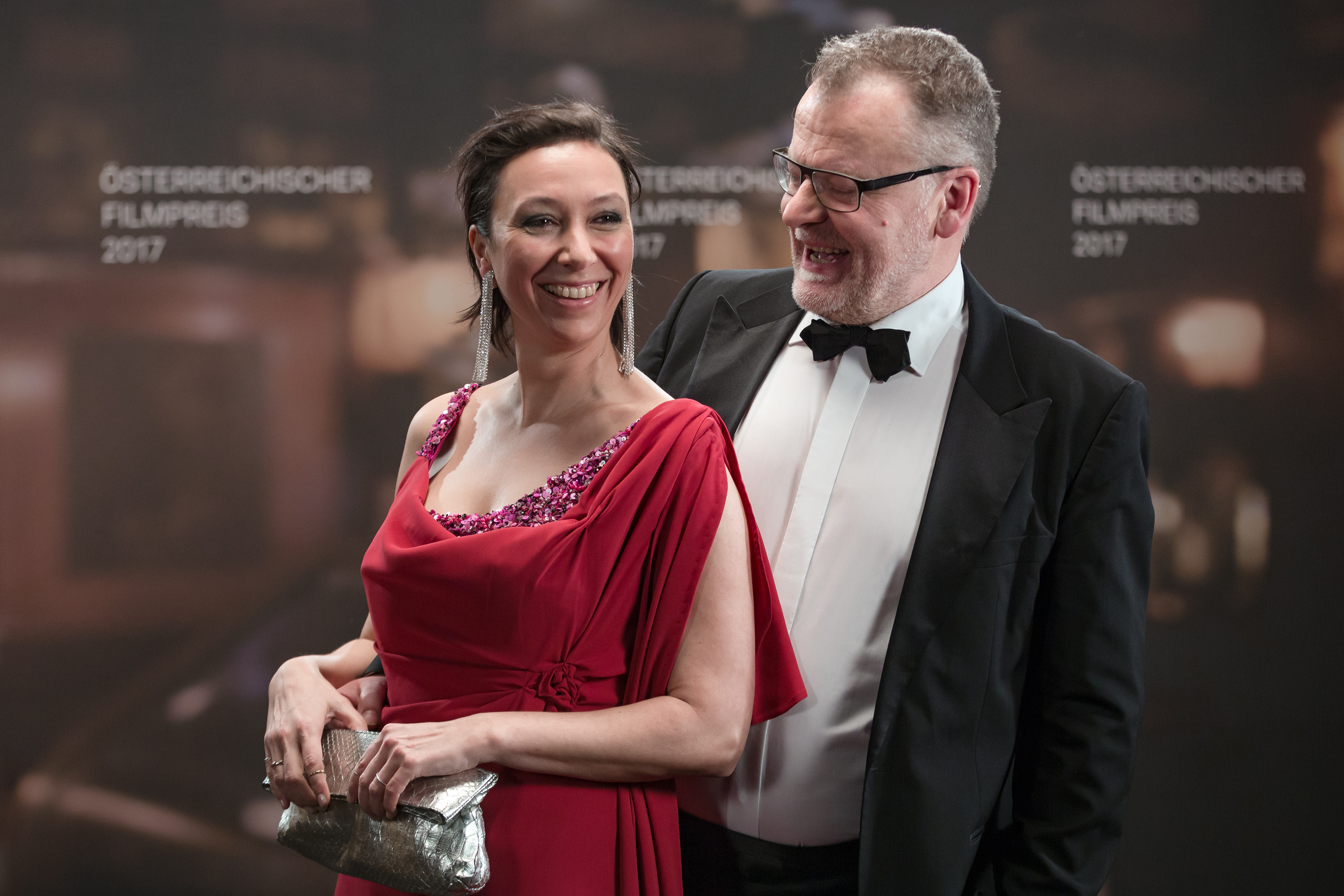
Ursula Strauss und Stefan Ruzowitzky (Österreichischer Filmpreis 2017)

Die Präsidentschaft der Akademie hatten seit ihrer Gründung Barbara Albert und Karl Markovics inne. Im Oktober 2013 folgten ihnen Ursula Strauss und Stefan Ruzowitzky nach. Im November 2021 wurden Verena Altenberger und Arash T. Riahi zu den Nachfolgern von Ruzowitzky und Strauss gewählt.
Geschäftsführerin war ab Gründung der Akademie 2009 Marlene Ropac. Im November 2020 wurde Katharina Albrecht-Stadler als ihre Nachfolgerin ab Jänner 2021 designiert.
Nach der Wahl der Landesregierung Mikl-Leitner III am 23. März 2023 beendete die Akademie des Österreichischen Films die Zusammenarbeit mit dem Land Niederösterreich aufgrund „der dort eingesetzten neuen Regierungskoalition zwischen ÖVP und FPÖ“. Damit wurde auf die Jahresförderung verzichtet, ebenfalls finden bis auf weiteres keine Filmpreisverleihungen und Galaveranstaltungen mehr in Niederösterreich statt. Die Verleihungen des Österreichischen Filmpreises 2014, 2016, 2018, 2020 und 2022 fanden in Grafenegg statt.
Die Akademie des Österreichischen Films ist Gründungsmitglied der 2024 gegründeten Federation of Film Academies Europe (FACE).

### Präsidentschaft
- Verena Altenberger (Präsidentin)[4]
- Arash T. Riahi (Präsident)[4]

### Vorstand
- Mercedes Echerer (Obfrau)
- Claudia Wohlgenannt (Obfrau Stellvertreterin)
- Thomas Oláh (Schriftführer)
- Lothar Scherpe (Schriftführer Stellvertreter)
- Thomas Kürzl (Kassier)
- Michaela Payer (Kassier Stellvertreter)
- Severin Fiala
- Lisa Zoe Geretschläger
- Birgit Hutter
- Michael Kreihsl
- Anton Noori
- Faris Rahoma
- Evi Romen
- Marion Rossmann
- Hannes Salat
- Marco Zinz

## Mitglieder
Die Akademie hatte 38 Gründungsmitglieder und zählt 2024 über 600 Mitglieder. Neben ordentlichen Mitgliedern aus den Berufsgruppen des österreichischen Filmschaffens sind dies außerordentliche Mitglieder, die dem Gedanken der Akademie nahestehen, und fördernde Mitglieder, die sich vor allem durch die Zahlung eines erhöhten Mitgliedsbeitrages beteiligen.